# Eulima glabra
Eulima glabra ist der Name einer Schnecken-Art aus der Familie der Eulimidae (Gattung Eulima), die als Ektoparasit an Schlangensternen lebt.

## Merkmale
Eulima glabra trägt hohes, zugespitzt turmförmiges, stark glänzendes und fast durchsichtiges Schneckenhaus, das bei ausgewachsenen Schnecken etwa 10 mm Gehäuselänge und rund 2,5 mm Breite erreicht. Das Gewinde hat bis zu 12 Umgänge, von denen 3 bis 4 ein wenig angeschwollen sind, zum Protoconch gehören und oft erodieren. Der Körperumgang ist schlank. In der Ansicht auf die Gehäusemündung bildet die äußere Lippe im Umriss eine Fortsetzung des Gewindes. Ihre Kante ist abgerundet und nicht scharf. Die Oberfläche des Gehäuses hat einige unregelmäßige Zuwachsstreifen und einzelne nach vorn geneigte und annähernd gerade Markierungen, an denen die frühere Position der äußeren Lippe erkennbar ist. Der Körperumgang nimmt etwa die Hälfte und die Gehäusemündung etwa ein Drittel der Gesamtlänge des Gehäuses ein. Das Gehäuse ist gelblich-weiß mit orangebraunen Banden. Meist sind auf jedem Umgang des Gewindes 3 und auf dem Körperumgang 6 spiralige Banden. Insbesondere an der Peripherie können die spiralige Linien die Form getrennter, axial umgebogener Streifen haben.
Die Schnecke selbst ist weiß und ähnelt Eulima bilineata: Der Kopf ist ein dünner Vorsprung, an dessen Unterseite die Öffnung eines ein- und ausstülpbaren Rüssels und vorn zwei lange, sich verjüngende Fühler mit dahinter befindlichen Augen sitzen. An der Kante des Mantels sitzt rechts ein Mantelfühler. Bei jungen, männlichen Tieren sitzt hinter dem rechten Fühler ein langer Penis mit einer dorsalen offenen Spermienrinne. Ältere, größere Tiere machen eine Geschlechtsumwandlung zu einem Weibchen durch. An diesem bleibt ein Penisstummel erhalten. Der große Fuß der Schnecke ist schmal, vorn aber breit und hat hinten auffällige Opercular-Lappen.

## Verbreitung und Lebensweise
Eulima glabra ist im nordöstlichen Atlantischen Ozean vom Mittelmeer bis an die westlichen Küsten Großbritanniens und Irlands sowie an die Shetland-Inseln verbreitet, fehlt aber in der südlichen Nordsee. Die Schnecke ist nicht häufig. Sie ist unterhalb der Gezeitenzone bis in Meerestiefen von etwa 200 m anzutreffen.
Eulima glabra lebt ektoparasitisch an Schlangensternen.

## Entwicklungszyklus
Eulima glabra ist zuerst Männchen und dann Weibchen. Die Entwicklung verläuft vermutlich über ein frei schwimmendes, Plankton fressendes Veliger-Stadium.